# Districte de Machanga
El districte de Machanga és un districte de Moçambic, situat a la província de Sofala. Té una superfície de 4.657 kilòmetres quadrats. En 2007 comptava amb una població de 44.784 habitants. Limita al nord amb el districte de Búzi, al nord-oest amb el districte de Chibabava, a l'oest amb el districte de Machaze (districte de la província de Manica), al sud amb els districtes de Mabote i Govuro (districtes de la província d'Inhambane) i a l'est amb l'oceà Índic.

## Divisió administrativa
El districte està dividit en dos postos administrativos (Machanga e Divinhe), compostos per les següents localitats:
- Posto Administrativo de Machanga:
  - Machanga
- Posto Administrativo de Divinhe:
  - Cherinda
  - Chiloane
  - Inharingue
  - Maropanhe
  - Mutambanhe